# Idiotrochus kikutii
Idiotrochus kikutii är en korallart som först beskrevs av Yoshitaka Yabe och Katsuyuki Eguchi 1941.  Idiotrochus kikutii ingår i släktet Idiotrochus och familjen Turbinoliidae. Inga underarter finns listade i Catalogue of Life.